# Alfred Jules Ayer
Alfred Jules Ayer, meglio conosciuto come A. J. Ayer (Londra, 29 ottobre 1910 – Londra, 27 giugno 1989), è stato un filosofo britannico, conosciuto per la sua promozione del positivismo logico, operata soprattutto nei suoi libri Language, Truth and Logic (1936) e The Problem of Knowledge (1956).
Ayer fu professore di filosofia della mente e logica (Philosophy of Mind and Logic) all'University College di Londra dal 1946 al 1959, quando divenne professore di Logica all'Università di Oxford. Fu nominato cavaliere nel 1970.

## Biografia
Nacque in una famiglia assai facoltosa. La madre era un'olandese di origine ebraica, Reine Citroën della casata che fondò la Citroën, mentre il padre Jules era un finanziere svizzero calvinista che lavorava per i Rothschild. Ayer ricevette un'educazione umanistica all'Eton College e servì nell'esercitò britannico durante la seconda guerra mondiale, lavorando anche per l'intelligence. Era un noto donnaiolo e si sposò quattro volte. Gli piaceva ballare e frequentava dei club a Londra. Era un tifoso del Tottenham Hotspur Football Club ed era conosciuto dagli altri tifosi come 'il professore'.
Amico di Isaiah Berlin, Ayer era un ateo dichiarato, vicino al movimento umanista britannico. Fu socio onorario della Rationalist Association dal 1947 fino alla sua morte. Nel 1965 divenne il primo presidente dell'Agnostics' Adoption Society e nello stesso anno prese il posto di Julian Huxley come presidente dell'Associazione umanistica britannica, incarico che durò fino al 1970. Nel 1968 scrisse The Humanist Outlook, una raccolta di saggi sul significato dell'umanesimo.
In varie occasioni tenne lezioni negli Stati Uniti, tra l'altro come visiting professor al Bard College nell'autunno del 1987. Ad una festa organizzata dallo stilista Fernando Sanchez, Ayer, allora settantasettenne, affrontò Mike Tyson che stava importunando Naomi Campbell. Quando Ayer gli chiese di lasciarla stare, il pugile gli rispose: "Ma lo sai chi cazzo sono? Sono il campione mondiale di pesi massimi"; al che Ayer replicò: "Ed io sono Wykeham Professor emerito di logica. Siamo entrambi eccellenti nel nostro campo. Propongo di discuterne da uomini razionali". Ayer e Tyson, appassionato di filosofia, allora iniziarono a conversare, mentre Naomi Campbell se la dette a gambe.
Poco prima della sua morte, avvenuta nel 1989, ebbe una esperienza pre-morte, che alcuni erroneamente interpretarono come un allontanamento dal suo risaputo scetticismo. Di quest'esperienza Ayer disse "ha leggermente indebolito la mia convinzione che la mia morte... sarà la mia fine, nonostante io continui a sperare che lo sia".

## Teoria
Ayer è probabilmente noto per il suo principio di verificazione del quale fornisce diverse formulazioni, così come presentato nel libro Linguaggio, verità e logica del 1936, secondo il quale una proposizione ha significato solo se ha un riscontro verificabile empirico, altrimenti essa deve considerarsi analitica se è tautologica oppure metafisica (ovvero senza significato) se non è né empirica né analitica. Le uniche proposizioni dotate di senso sono relative all'empirico, queste non sono necessarie, sono ipotesi verificabili o falsificabili con l'esperienza. Le proposizioni matematiche e logiche a differenza di quelle precedenti, sono necessarie e non dicono nulla della realtà.
La metafisica è considerata, analogamente agli esponenti del neopositivismo, priva di senso. Critica radicale è rivolta anche all'etica tradizionale e alla teologia. Importante nel suo pensiero etico è l'emotivismo: i giudizi morali sono espressione di sentimenti da parte di colui che li pronuncia, non sono portatori di verità, son espressioni di emozione privi di senso. La filosofia ha un compito di tipo analitico ossia deve essere interpretazione del senso delle proposizioni, deve cercare di eliminare le possibili ambiguità presenti in queste traducendole in altre espressioni equivalenti senza dare privilegio a un tipo particolare di linguaggio.

## Opere
- Language, Truth, and Logic, 1936
- The Foundations of Empirical Knowledge, Macmillan, 1940
- Philosophical Essays, Macmillan, 1954
- The Problem of Knowledge, Macmillan, 1956
- The conception of probability as a logical relation, Dover Publications, 1957
- The Concept of a Person and other Essays, Macmillan, 1963
- Has Austin Refuted the Sense-Data Theory?, 1967
- The Origins of Pragmatism, Macmillan, 1968
- Metaphysics and Common Sense, Macmillan, 1969
- Russell and Moore: The Analytical Heritage, Macmillan, 1971
- Probability and Evidence, Macmillan, 1972
- Bertrand Russell, Fontana, 1972
- The Central Questions of Philosophy, Weidenfeld, 1973
- Part of My Life, Collins, 1977
- Replies, Macmillan, 1979
- Hume, Oxford University Press, 1980
- Philosophy in the Twentieth Century, Weidenfeld, 1982
- Freedom and Morality and Other Essays, Clarendon Press, 1984
- Ludwig Wittgenstein, Penguin, 1986
- More of My Life, Collins, 1984
- (EN) John Foster, A.J. Ayer, Londra, Routledge & Kegan Paul, 21 ottobre 2014,  pp. 305-307.